# Acanthochromis polyacanthus
Acanthochromis polyacanthus е вид дамсел от семейство помацентриди (Pomacentridae), единствен представител на род Acanthochromis.

## Разпространение и местообитание
Тази риба е разпространена в западната част на Тихия океан (Западна и Централна Индонезия, Папуа Нова Гвинея, Северна Австралия, и всички Филипински острови освен Лусон. Тя се среща също така в Меланезия.
Обикновено живее в кораловите рифове на дълбочина от 1 до 65 m, но най-често се среща на дълбочина от 4 до 20 m.

## Описание
Възрастните индивиди могат да достигнат на максимална дължина до около 14 cm. Лицевата ѝ страна е сива, а гърба е бял. Горната част на гръбната перка и краищата на аналната перка са оцветени в черно. Някои индивиди са сиви с жълта хоризонтална линия по средата.